# Foiano della Chiana
Foiano della Chiana là một đô thị và thị xã của Ý. Đô thị này thuộc tỉnh Arezzo trong vùng Toscana. Foiano della Chiana có diện tích 40 km2, dân số theo ước tính năm 2005 của Viện thống kê quốc gia Ý là 8795 người. 
Các đơn vị dân cư: Case Nuove, La Pace, Ponte al Ramo, Pozzo della Chiana, Renzino, Santa Luce.
Đô thị Foiano della Chiana giáp với các đô thị: